# Willem Verloren Van Themaat
Willem Verloren Van Themaat (Amsterdam, 1931 – Amsterdam, 6 dicembre 1996) è stato un linguista, esperantista e traduttore olandese.

## Biografia
Dopo aver studiato esperanto con Sigismundo Pragano all'Università di Amsterdam tra il 1955 e il 1959, ottiene il dottorato in matematica, lavorando nel dipartimento dal 1961; nel 1993 la sua affiliazione passa a quella interlinguistica.
Verloren van Themaat ha pubblicato articoli su riviste scientifiche e su periodici esperantisti, soprattutto su argomenti di filosofia della scienza, interlinguistica e letteratura. Si fa promotore, insieme ad Humphrey Tonkin, dell'inclusione di elementi relativi all'esperanto nella Bibliografia dell'American Association for Modern Languages.
Tra le sue numerose opere si annoverano La Akvariinfanoj (1976), un romanzo sul sostentamento extraterrestre dei feti, lo studio La Vicordo de la Frazelementoj en Esperanto (1973), il saggio Esperanto: Ideologio kaj Kulturo (1996), la traduzione in esperanto di Così parlò Zarathustra di Nietzsche (1977) e di parte dell'Antologia olandese di poesia, di cui è stato il principale coeditore (1987).
Particolarmente di rilievo la sua opera di traduzione di opere letterarie originali in esperanto: da menzionare le sue traduzioni dall'esperanto all'olandese di La Infana Raso di William Auld (Het Kinderras, 1982) e di 16 poesie dell'antologia Zeg, Luister Eens (1981); la sua bibliografia della narrativa esperantista tradotta in altre lingue, pubblicata dall'UEA.
Membro regolare della Società Zamenhof e dell'Associazione degli Scrittori di Lingua Esperanto (EVA), fu anche segretario di quest'ultima negli ultimi sei anni della sua vita. L'associazione Esperanto Nederland ha istituito in suo onore il premio Verloren van Themaat, assegnato ogni anno all'esperantista che ha ottenuto i maggiori risultati nei media olandesi.
| Controllo di autorità | VIAF (EN) 45406997 · ISNI (EN) 0000 0001 1060 3786 · LCCN (EN) no2003079386 · GND (DE) 130357715 |